# Herbert H. Ágústsson
Herbert H. Ágústsson (n. 8 august 1926, Austria – d. 20 iunie 2017, Garðabær, Capital Region⁠(d), Islanda) a fost un compozitor islandez.